# ۱۸۰۶
۱۸۰۶ (میلادی) هزار و هشتصد  و ششمین سال تقویم میلادی است.

## رویدادها
- با منصوب شدن محمد علی میرزا دولتشاه به سمت سرحدداری عراقین، کرمانشاه به یک پایگاه نظامی مجهز علیه دولت عثمانی تبدیل شد.

## زادگان
- ۶ مارس – الیزابت برت براونینگ، شاعر بریتانیایی (د. ۱۸۶۱)
- ۲۱ مارس – بنیتو خوارس، وکیل مکزیکی (د. ۱۸۷۲)
- ۱۱ دسامبر – اتو ویلهلم هرمان فن آبیش، زمین‌شناس آلمانی (د. ۱۸۸۶)
- ۱۲ مارس – جین پیرس، سیاست‌مدار آمریکایی (د. ۱۸۶۳)

## درگذشتگان
- ۲۳ ژانویه - ویلیام پیت جوان‌تر، نخست‌وزیر انگلستان (زاده ۱۷۵۹)
- ۱۰ ژوئیه – جرج استابز، نویسنده و نقاش بریتانیایی (ز. ۱۷۲۴)
- ۲۲ اوت – ژان اونوره فراگونارد، هنرمند و نقاش فرانسوی (ز. ۱۷۴۲)
- ۹ سپتامبر – ویلیام پترسون، قاضی، وکیل، و سیاست‌مدار آمریکایی (ز. ۱۷۴۵)
- ۲۵ اکتبر – هنری ناکس، افسر آمریکایی (ز. ۱۷۵۰)